# Agua Caliente Clippers 2019-2020
La stagione 2019-20 degli Agua Caliente Clippers fu la 3ª nella NBA D-League per la franchigia.
Gli Agua Caliente Clippers al momento dell'interruzione della stagione a causa della pandemia da COVID-19, erano terzi nella Pacific Division con un record di 22-22.

## Roster
| N° | Naz.                   | Ruolo | Sportivo            | Anno | Alt. | Peso |
| -- | ---------------------- | ----- | ------------------- | ---- | ---- | ---- |
| 0  | Stati Uniti (bandiera) | A     | Donte Grantham      | 1995 | 203  | 98   |
| 2  | Stati Uniti (bandiera) | G     | Garrett Nevels      | 1992 | 188  | 86   |
| 4  | Stati Uniti (bandiera) | G     | Dontay Caruthers    | 1995 | 185  | 86   |
| 4  | Stati Uniti (bandiera) | G     | Evan Taylor         | 1996 | 206  | 93   |
| 5  | Stati Uniti (bandiera) | G     | Markel Crawford     | 1994 | 193  | 95   |
| 7  | Stati Uniti (bandiera) | G     | Amir Coffey         | 1997 | 203  | 95   |
| 8  | Stati Uniti (bandiera) | G     | Jaelan Sanford      | 1997 | 193  | 88   |
| 10 | Stati Uniti (bandiera) | G     | Derrick Walton      | 1995 | 183  | 84   |
| 11 | Stati Uniti (bandiera) | A     | Terry Larrier       | 1995 | 201  | 84   |
| 12 | Stati Uniti (bandiera) | G     | James Palmer        | 1996 | 196  | 94   |
| 14 | Stati Uniti (bandiera) | A     | Terance Mann        | 1996 | 196  | 98   |
| 15 | Stati Uniti (bandiera) | A     | Johnathan Motley    | 1995 | 208  | 104  |
| 20 | Stati Uniti (bandiera) | A     | Desi Rodriguez      | 1996 | 198  | 109  |
| 21 | Stati Uniti (bandiera) | A     | Tyler Roberson      | 1994 | 203  | 93   |
| 22 | Canada (bandiera)      | G     | Xavier Rathan-Mayes | 1994 | 193  | 94   |
| 25 | Canada (bandiera)      | AC    | Mfiondu Kabengele   | 1997 | 206  | 113  |
| 33 | Stati Uniti (bandiera) | A     | J.J. Avila          | 1991 | 201  | 107  |
|    | Stati Uniti (bandiera) | G     | Nick Masterson      | 1995 | 198  | 91   |
|    | Stati Uniti (bandiera) | G     | Tyrone Wallace      | 1994 | 196  | 90   |

## Staff tecnico
- Allenatore: Brian Adams
- Vice-allenatori: Eugene Burroughs, Zendon Hamilton
- Vice-allenatore per lo sviluppo dei giocatori: Brian Boyle
- Preparatori atletici: Colby Claridy, Elbert Denina
- Preparatore fisico: Mickey Lee